# Démisz Nikolaídisz
Themisztoklísz "Démisz" Nikolaídisz (görögül:  Θεμιστοκλής "Ντέμης" Νικολαΐδης; Gießen, 1973. szeptember 17. –) görög válogatott labdarúgó, csatár. 

## Pályafutása

### Klubcsapatokban
1992 és 1993 között az Ethnikósz Alekszandrúpolisz játékosa volt. 1994 és 1996 között az Apólon Zmírnisz csapatát erősítette. 1996-tól 2003-ig az AÉK Athénban játszott, melynek tagjaként három alkalommal nyerte meg a görög labdarúgókupát. A 2003–04-es szezonban az Atlético Madrid csatára volt; 22 mérkőzésen lépett pályára és 6 gólt szerzett, az idény végén pedig befejezte a pályafutását. 

### A válogatottban
1995 és 2004 között 54 alkalommal szerepelt a görög válogatottban és 17 gólt szerzett. Tagja volt a 2004-es Európa-bajnokságon győztes válogatott keretének. 

## Sikerei, díjai
AÉK
- Görög kupagyőztes (3): 1997, 2000, 2002

Görögország
- Európa-bajnok (1): 2004

Egyéni
- A görög bajnokság gólkirálya (1): 1999